# Zé Carlos (Fußballspieler, 1945)
José Carlos Bernardo, genannt Zé Carlos, (* 28. April 1945 in Juiz de Fora; † 12. Juni 2018 in Belo Horizonte) war ein brasilianischer Fußballspieler.

## Karriere

### Verein
Zé Carlos begann seine fußballerische Laufbahn beim SC Juiz de Fora aus Juiz de Fora. Hier galt er im Alter von siebzehn Jahren als bester Mittelfeldspieler der Stadt. 1965 kam er für sieben Millionen Cruzeiros zum Cruzeiro EC aus Belo Horizonte, für welchen er den größten Teil seiner Karriere antrat. Anfangs stand er meist in der Reserve, wobei er in der Regel einen der Mittelfeldspieler Piazza, Tostão oder Dirceu Lopes ersetzte. Erst Trainer Gérson dos Santos änderte das Spielschema und ließ alle vier Spieler im Quadrat antreten, wobei Tostão die Angriffsspitze bildete. Zé Carlos Qualitäten waren die Antizipation von Spielzügen, das Passspiel, Einwürfe, Freistöße und Torschüsse. Er soll hier 633 Spiele bestritten und 87 Tore erzielt haben. Er ist damit der Spieler mit zweitmeisten Einsätzen für Cruzeiro. Dabei gewann Zé Carlos mit diesem Verein verschiedene nationale sowie internationale Meisterschaften. Zé Carlos war Teil der Mannschaft, die im Finale des Weltpokals 1976 dem FC Bayern München unterlag.
1978 wurde er von Trainer Carlos Alberto Silva zum Guarani FC geholt und war einer der Hauptakteure beim Gewinn der brasilianischen Meisterschaft in dem Jahr. In seinen weiteren Stationen bis zum Karriereende 1983 erzielte er keine weiteren Erfolge.

### Nationalmannschaft
Sein erstes Spiel für die brasilianische Fußballnationalmannschaft bestritt er am 11. August 1968 in einem Freundschaftsspiel gegen Argentinien im Mineirão. Im Dezember des Jahres stand er auch in einem Freundschaftsspiel gegen Deutschland auf dem Platz des Maracanã. In der Partie am 14. Dezember wurde er für Gérson eingewechselt. Im Februar 1970 wurde er nach einer Verletzung von Toninho Guerreiro für die Vorbereitung auf die Fußball-Weltmeisterschaft 1970 berufen, musste aber Clodoaldo Platz machen. 1975 war Zé Carlos Teil des Kaders für die Copa América 1975. Hier kam er zu zwei von fünf möglichen Einsätzen. Insgesamt bestritt der Spieler sieben Länderspiele.
Länderspielbilanz (Spiele / Tore):
- Freundschaftsspiele: 3 / 0
- Copa América: 2 / 0
- Inoffizielle Spiele: 2 / 1

Sein einziges Tor für die Auswahl erzielte er im Testspiel gegen den Coritiba FC am 13. November 1968.

## Trivia
Am Ende seines Lebens litt Zé Carlos an den Folgen eines ischämischen Schlaganfalls und hatte nicht nur die Hilfe von Cruzeiro, sondern auch von den Fans des Vereins aus Minas Gerais.
Miranda, Mitspieler beim Guarani FC, wurde durch Heirat mit Zé Carlos Schwester sein Schwager.

## Erfolge
Cruzeiro
- Campeonato Brasileiro de Futebol: 1966
- Staatsmeisterschaft von Minas Gerais: 1966, 1967, 1968, 1969, 1972, 1973, 1974, 1975, 1977
- Torneio Início de Minas Gerais: 1966
- Staatspokal von Minas Gerais: 1973
- Copa Libertadores: 1976

Guarani
- Campeonato Brasileiro de Futebol: 1978